# Przebacz
Przebacz – polski film obyczajowy z 2006 roku.
Zdjęcia plenerowe: Legnica.

## Występują
- Bartosz Turzyński – Stan
- Aleksandra Nieśpielak – Joanna
- Gabriela Kownacka – matka Stana
- Marcin Kwaśny – Robert
- Eryk Lubos – Benek
- Sławomir Fugiel – Meta
- Wojciech Czerwiński – Gobi
- Marta Malikowska – Anka
- Katarzyna Radochońska – Agnieszka
- Janusz Chabior – Borek

## Fabuła
Bohaterem filmu jest 20-letni Stan. Chłopak należy do ulicznego gangu, okrada sklepy, wyrywa torebki. Pod presją grupy rzuca pracę w warsztacie samochodowym, potem pewnej nocy gwałci młodą dziewczynę - Joannę. Podczas ucieczki przed policją w trakcie włamania Stan łamie nogę i trafia do szpitala, w którym pielęgniarka jest Joanna. On ją poznaje, ale ona jego nie.